# William Stanley Jevons
William Stanley Jevons (ur. 1 września 1835 w Liverpoolu, zm. 13 sierpnia 1882 w Bexhill-on-Sea niedaleko Hastings) – angielski logik i ekonomista. Twórca szkoły neoklasycznej w ekonomii. Zajmował się również metodologią nauk. Wykładał na uniwersytetach w Manchesterze i w Londynie. Był także popularyzatorem nauki.

## Życiorys
Jevons urodził się jako dziewiąte z kolei dziecko w bardzo zamożnej rodzinie przemysłowca. Jako członek nonkonformistycznego kościoła unitariańskiego miał w tych latach zamkniętą drogę do takich uczelni jak Uniwersytet Oksfordzki czy Uniwersytet Cambridge. Nauki początkowe pobierał w domu, potem ukończył Liverpool Mechanics Institute, zaś w 1852 wstąpił do University College London (UCL), gdzie studiował chemię, matematykę i logikę. Kryzys finansowy rodziny zmusił go jednak do przerwania studiów i wyjazdu do Australii celem podjęcia pracy. Nawiązał tu kontakty z miejscowym środowiskiem naukowym; prowadził badania nad klimatem, geografią, geologią i florą Australii. Lokalne dyskusje nad warunkami budowy kolei zachęciły go do studiowania ekonomii, do której podszedł z myślą o zastosowaniu w niej metod matematycznych. Powrócił do Londynu w roku 1859 i tu w rok później uzyskał bakalaureat na UCL. Stopień magistra (z logiki, filozofii i ekonomii politycznej) otrzymał w roku 1862. W tymże roku opublikował dwie ważne prace: o konieczności stosowania w ekonomii aparatu naukowego matematyki i o sezonowych wahaniach cen. W roku 1863 napisał Pure Logic, or the science of quality apart from quantity („Czysta logika...”), w którym to dziele twórczo rozwinął idee George Boole’a.
W latach 1866–1875 wykładał (najpierw bez formalnego etatu, od 1866 jako profesor) logikę, filozofię moralną i ekonomię w Owens College w Manchesterze, w latach 1875–1880 był profesorem ekonomii w University College London. Praca dydaktyczna męczyła Jevonsa i nie dawała mu satysfakcji. Od 1872 roku był członkiem Royal Society.
Jevons utopił się w czasie kąpieli w morzu. Miał 47 lat.

## Osiągnięcia naukowe
Uznawany jest za jednego z twórców subiektywistycznego kierunku w ekonomii, mianowicie szkoły neoklasycznej; uważał, że ekonomia powinna badać ilościową stronę zjawisk gospodarczych; wysunął koncepcję, zgodnie z którą falowanie życia gospodarczego jest związane z występowaniem plam na Słońcu. Był autorem doskonałych podręczników logiki. Jego Logika (1870) była wydana po polsku jeszcze w roku 1921. Był też konstruktorem pierwszej maszyny logicznej, mechanizującej wnioskowanie dedukcyjne.
Praca Jevonsa Problem węgla stanowi zapoczątkowanie refleksji nad problemem zależności systemu gospodarczego od wyczerpującego się zasobu. Wskazywał na potencjalne zagrożenie, jakie stanowić może uzależnienie gospodarki Wielkiej Brytanii od węgla kamiennego. Refleksje w tej dziedzinie rozwinęły się w pełni dopiero w XX wieku (niemal 100 lat po śmierci Jevonsa) wraz z działalnością Klubu Rzymskiego.

## Dzieła

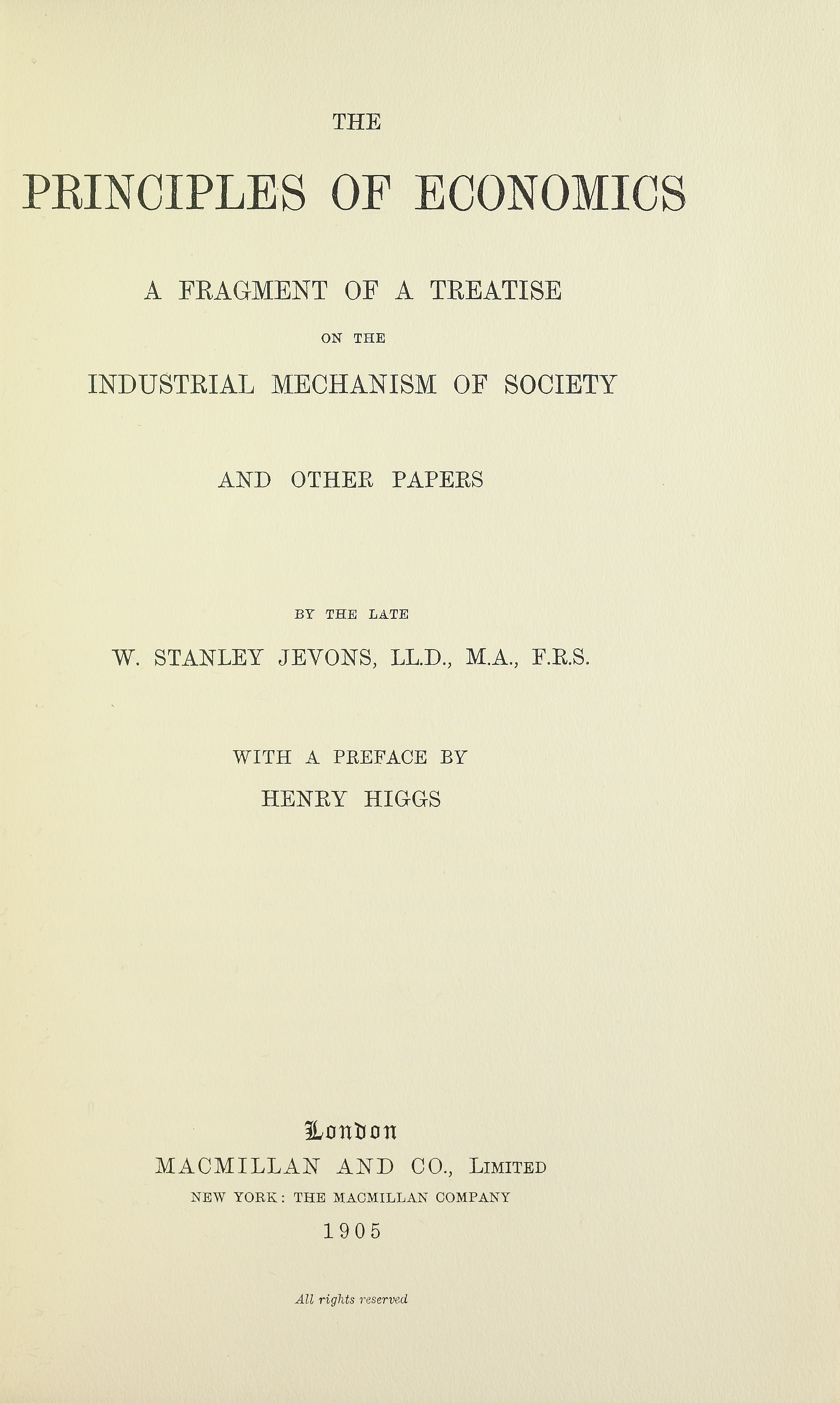
Principles of economics, 1905

- 1866: Uwagi o ogólnej matematycznej teorii ekonomii politycznej (napisana w 1862)
- 1863: Poważny spadek wartości złota
- 1863: Pure Logic, or the science of quality apart from quantity
- 1865: Problem węgla
- 1870: Logika
- 1871: Teoria ekonomii politycznej
- 1874: Zasady nauki
- 1881: Ekonomia polityczna
- 1884: Przyczynek do studium periodycznych wahań handlu (napisana w 1882)
- 1905: Zasady ekonomiki, niedokończone z powodu nagłej śmierci.